# 에즈라 파운드
에즈라 파운드(Ezra Pound, 1885년 10월 30일 ~ 1972년 11월 1일)는 미국의 시인·문예 비평가이다. T. S. 엘리어트와 함께, 20세기 초반의 모더니즘 시 활동의 중심 인물이었다. 그는 모더니즘 운동, 특히 이미지즘(Imagism)과 보티시즘(Vorticism)을 추진한 원동력이었다.

## 생애
1885년 10월 30일 아이다호주 헤일리에서 출생했다. 15세 때 펜실베이니아 대학에 입학을 하여 2년간 공부를 하다가 해밀턴 칼리지로 옮겼다. 그는 철학 박사 학위를 19세 때 받고 이듬해 펜실바니아 대학으로 돌아와 로망스어 학위를 취득하였다. 이때 그는 윌리엄 캐롤로스 윌리엄스(William Carlos Williams)와 HD로 알려진 힐다 두리틀(Hilda Doolittle) 이 두 명의 유명한 시인과 사귀게 된다. 특히 힐다와는 한 때 약혼하기도 했었다. 파운드는 약 1년간 인디애나주의 워배쉬 컬리지에서 교편을 잡다가 여성관계로 인한 불상사로 학교를 떠나게 된다.
1909년 22세 때 유럽으로 건너가 베네치아에서 몇 개월 체류한 후, 런던에 자리를 잡는다. 영국으로 건너간 뒤에 신문학 운동의 중심 인물이 되어 T. S. 엘리엇과 J. 조이스 등을 세상에 소개하였다. 한편, 1914년 4월 20일, 파운드는 도로시 셰익스피어와 결혼하였다.
1920년 파운드는프랑스 파리로 이사를 했다. 그곳에서 그는 현대 예술 전반에 혁명을 불러일으키고 있던 예술가, 음악가, 작가의 클럽에서 활동했다. 그는 여전히 'The Cantos'를 짓는 일을 했으며, 그것을 통해 그의 정치와 경제에 대한 몰입을 더 짙게 반영하도록 했다.
또한 병행하여 비판적인 산문에 대한 저작과 번역, 두 개의 오페라 전곡과 바이올린 솔로곡 몇개를 작곡하기도 했다. 1922년, 파운드는 바이올리니스트 올가 럿지와 교제를 가지게 되었다. 올가 럿지와 도로시 셰익스피어는 파운드가 죽기까지 불안정한 삼각관계를 유지했다.
그는 언어를 조각과 같이 구체적인 형태로 표현할 것을 주장하였으며, 다방면에 걸쳐 뛰어난 번역을 남겼다. 제2차 세계 대전 중에는 친파시스트 반미 활동의 혐의로 오랫동안 정신 병원에 연금되었으나 시인들의 운동으로 풀려났다. 시집에 <가면> <캔토스> 등이 없다

## 작품 성향
파운드는 추상적이고 난해한 언어 사용을 배제하고, 구체적이고 명료한 단어를 사용하여 사물을 묘사하는 '이미지즘'의 고안자 중 한사람으로 여겨진다.

## 같이 보기
- 엘리자베스 비숍
- 로버트 콘퀘스트
- 힐다 둘리틀
- T. S. 엘리엇
- 로버트 그레이브스
- 어니스트 헤밍웨이
- 에이미 로웰
- 거트루드 스타인
- 조지 오웰